# Andrée Dupont-Roc
Andrée Dupont-Roc est une curleuse française.

## Biographie
Andrée Dupont-Roc est sacrée championne de France de curling en 1997.
Elle participe à cinq éditions des Championnats du monde de curling, sa meilleure performance étant une sixième place en 1989, et à quatre éditions des Championnats d'Europe de curling, sa meilleure performance étant une quatrième place en 1987. Elle dispute également le tournoi de démonstration de curling aux Jeux olympiques de 1988, terminant à la huitième place.